# José Juliá
José Antonio Juliá (Buenos Aires, 14 de julio de 1934-Buenos Aires, 17 de enero de 2005) fue un militar argentino promovido al grado de brigadier general. Fue jefe del Estado Mayor General de la Fuerza Aérea (JEMGFA) desde el 8 de julio de 1989 hasta su relevo el 14 de julio de 1993.

## Biografía
José Antonio Juliá estaba casado con Ana María Noceti Garat. Fruto de este matrimonio fueron sus cuatro hijos: Guillermo Carlos, Eduardo Antonio, Gustavo Adolfo y Ricardo José.
Dos de sus hijos, Eduardo Antonio y Gustavo Adolfo, quedaron detenidos en España luego de que fueran detectados casi 950 kilogramos de cocaína en el avión que tripulaban.
Por otra parte, el Ministerio de Defensa, pasó a situación de disponibilidad al comodoro Guillermo Juliá, quien se encontraba a punto de ser promovido a brigadier, hasta que "sea aclarada su situación familiar", a pesar de ser ajeno a este hecho.

### Carrera militar
José A. Juliá ingresó a la Escuela de Aviación Militar en el año 1953, luego de finalizar sus estudios secundarios. Egresaría de dicha academia de formación militar en 1956 con el grado de alférez.
Entre sus destinos de mayor relevancia se destaca su paso por la IV Brigada Aérea en la base aérea de El Plumerillo, Provincia de Mendoza, lugar al que fue destinado a inicios de 1977 cuando ostentaba la jerarquía de vicecomodoro.
Durante esos años la argentina estaba gobernada por un régimen militar iniciado el 24 de marzo de 1976, el cual se autodenominó Proceso de Reorganización Nacional. En esos años la provincia de Mendoza se encontraba bajo el mando operativo de la Fuerza Aérea Argentina, el gobernador de facto en ese entonces era el brigadier mayor Jorge Sixto Fernández, quien en 1980 fue reemplazado por otro integrante de la fuerza aérea, el brigadier Rolando Ghisani.
Durante la guerra de las Malvinas, que tuvo lugar entre abril y junio de 1982, el entonces comodoro José Juliá era jefe del Grupo Aéreo Sur de la IV Brigada Aérea y brindó asistencia técnica para las operaciones aéreas de combate de su unidad.

#### Titular de la Fuerza Aérea Argentina
Luego de la asunción de Carlos Saúl Menem como presidente de la Nación Argentina el 8 de julio de 1989, el flamante mandatario renovó las cúpulas militares. El entonces jefe del Estado Mayor de la Fuerza Aérea Argentina, brigadier general Ernesto Horacio Crespo fue reemplazado por el brigadier mayor José Antonio Juliá, quien asumió dicho cargo el 11 de julio y posteriormente fue promovido a brigadier general.
Durante su cargo al frente de la Fuerza Aérea reclamó constantemente mayores presupuesto para las Fuerzas Armadas y mayores sueldos para el personal militar. Fue un activo impulsor del proyecto misilístico conocido como Programa Cóndor II, que posteriormente desmantelaría el presidente Menem. Se mostró a favor de una amnistía para los militares incriminados en violaciones a los derechos humanos y otros casos como el intento de copamiento de la Base Aérea del aeroparque porteño.

##### Programa Cóndor II
En, 1989 Juliá se reunió en los Estados Unidos con militares del Departamento de Defensa y miembros del Congreso, quienes lo interrogaron sobre el Cóndor II. El brigadier argentino informó de la situación del proyecto. Al año siguiente, el ministro de Defensa Humberto Romero dio el primer anuncio oficial sobre la cancelación del Cóndor.

#### Denuncias
En su desempeño como titular de la aeronáutica recibió denuncias judiciales en su contra por firmar un contrato por 18 millones de dólares con la empresa Cesel S. A. para la adquisición de materiales que serían empleados para una futura reconversión de aviones Dassault Mirage III, sin embargo resultó sobreseído de dichos cargos.
En 1991, el exdiputado nacional Franco Caviglia realizó una denuncia contra Juliá y también contra su antecesor, brigadier general (R) Ernesto Crespo, ante la jueza federal María Romilda Servini de Cubría, por encontrarse ambos aparentemente implicados con los negociados aeroportuarios de Alfredo Yabrán.

#### Relevo y retiro
Sería pasado a retiro el día de su cumpleaños número cincuenta y nueve, el 14 de julio de 1993, y reemplazado por el brigadier general Juan Daniel Paulik.

### Fallecimiento
El brigadier general José Antonio Juliá falleció el 17 de enero de 2005 a los 70 años de edad, tras padecer una larga enfermedad.